# Homoneura anuda
Homoneura anuda är en tvåvingeart som beskrevs av Charles Howard Curran 1936. Homoneura anuda ingår i släktet Homoneura och familjen lövflugor. Inga underarter finns listade i Catalogue of Life.